# Воскресіння маленької сірникової дівчини
«Воскресіння маленької сірникової дівчини» (кор. 성냥팔이 소녀의 재림) — південно-корейський бойовик, знятий у 2002 році. Він був показаний в 2003 році на Лондонському кінофестивалі. Також він був визнаний у номінації «Фільм-відкриття» на фестивалі «Фантазія» (англ. Fantasia Festival) в тому ж році.
Фільм знятий за сюжетом казок Ганса Крістіана Андерсена «Дівчинка із сірниками» та «Мандрівна сутичка» (англ. Mardock Scramble). 

## Короткий сюжет
Історія відбувається в сучасній Південній Кореї. Дівчинка із сірниками блукає вулицями міста, намагаючись продати свої сірники. Ніхто не хоче у неї купувати, і навіть її вигнали із магазинів. Холодна і голодна вона намагається зігріти свої руки сірниками. Перехожий говорить їй, що вона повинна нюхати запахи замість того, що вона робить. Не відчуваючи більше ні голоду, ні холоду, вона бачить, як сніжинки перетворюються на пелюстки вишні, і в самому розпалі красивої декорації вона помирає на вулиці.
Джу і його друг Лі розважаються з двома молодими жінками в барі. Лі — популярний гравець турніру StarCraft. Джу більше хоче їсти, тому і дає їм спокій. Він працює кур'єром, якого принижує роботодавець. Він хоче стати великим геймером, як і його друг Лі, який виграє турнір і стає професіоналом.
Джу багато грає на ігрових автоматах, де він зустрічає дівчинку і купує в неї запальничку. Він йде слідом за дівчиною, але до неї приєднується ще одна людина, тому Джу слідкує за ними на відстані. Вони пливуть на човні, а Джу прокидається в передній частині аркади, тримаючи в руках запальничку, але дівчинка із сірниками пішла. Він шукає, але не знаходить ніяких слідів. Тому він організовує гру «Воскресіння маленької сірникової дівчини». Він повинен дозволити дівчині померти, але вона повинна померти, думаючи про нього, як про кохану людину.
Після деяких пошуків Джу знаходить дівчину і бере її з собою в ресторан, ховаючись від солдатів. Наступного ранку дівчина прокидається поруч з ним і йде з його кулеметом. Дівчина продовжує продавати свої запальнички, але зараз вона відповідає також і за зброю. Вона швидко стає популярною іконою. Після невдалої спроби бандитів та солдатів захопити її вона погрожує застрелитися, якщо до неї хтось наблизиться. Солдати йдуть, але лідер бандитів з нею розмовляє — вона ненавидить його за вбивство свого хлопця і вона може використовувати свої останні кулі на його. Вона стріляє у гангстера, але коли він помирає, він зізнається, що він не вбив її друга — це зробила система. Дівчинку забирають, щоб  перепрограмувати.
Після цього дівчина не визнає Джу. У відчайдушній спробі дотягнутися до неї Джу гине, а на екрані з'являються слова «Гра закінчена» («Game Over»). Джу довго дивиться на екран, а потім повертається до постачання хлопчик.
Джу привітали за його виконання, але він занадто пізно — матч Дівчина вже перепрограмувала і не визнає його. У відчайдушну спробу досягти її Ху вбивають, а на екрані з'являються слова «Game Over». Джи зір на екрані гри, а потім повертається до роботи кур'єром.
Також існує інша версія закінчення гри. В ній Джу просить повернення дівчини, і йому дозволяють. Коли він зустрічається з нею, сльоза падає на руку дівчини. Томсу коли, дівчинку забирали, вона захоплює кулемет і стріляє в них. Однак, вона вистрілила в спину і тоне. Джу пірнає у воду і рятує її.
Джу прокидається в невідомому місці, де він живе із сірниковою дівчиною, яка забула все про своє минуле.

## Актори
- Ім Ин Кьон[en] — Сірникова дівчинка
- Кім Хьон Сон — Джу
- Кім Чін Пхьо[en] — Лі
- Сінг Джин — Ляля
- Мьон Ке Нам
- Чон Ду Хон[en] — Оберан
- Кантха[en] — Спеціальний Гість Зірка
- Лі Чхон А[en]
- Лі Хан Галь — Орунпал
- Со Чже Кьон

## Нагороди
- Grand Bell Awards (2003)[4]
- Найкращий напрям у мистецтва (Чхве Чжон-хва)
- Кращий дизайн костюмів
- Кращі візуальні ефекти (Чха Су-мін Хван Хен гю, Кім сон-Хун)